# Светлана Слапшак
Светлана Слапшак (Београд, 18. јануар 1948) српска је и словеначка научница, антропологиња, доктор античких студија, универзитетска професорка, књижевница и феминисткиња.  Ауторка је бројних радова из подручја антропологије, лингвистике, класичних студија, родних студија, балканологије и компаративних студија. Написала је и уредила више од 70 књига и зборника и око 400 научних студија.
Од најранијих година Светлана Слапшак се бави друштвеним активизмом. Још од студентских протеста у Југославији 1968. године комунистичке власти су је сврстале у политичке дисиденте, због чега је хапшена, одузиман јој је пасош, а чак је и физички нападнута. Са мужем Божидаром од 1986. године организовала је мировне акције. За време ратова у бившој Југославији пружила је гостопримство босанским и хрватским избеглицама и 1993. организовала летњу школу за босанске тинејџере избеглице.Школа је трајала четири месеца.
Од 1991. године живи и ради у Љубљани.

## Живот и образовање
Светлана Слапшак рођена је као Светлана Којић 1948. године у Београду, где је завршила класичну гимназију. Дипломирала је, магистирала и докторирала на Одељењу за античке студије Филозофског факултета у Београду. Током студија је била једна од троје уредника сатиричног часописа студената Филозофскога факултета Фронтистерион. Назив „Фронтистерион“ у преводу Мислионица призор је из Аристофанове комедије Облаци, а њега су са Светланом уређивали Милан Ћирковић и Зоран Миндеровић.
Први број часописа изашао је 1970. године, али је одмах забрањен и уништен. На суђењу је оптужен председник факултетског одбора Зоран Мијановић по четири оптужнице, једна је била часопис Фронтистерион. Светлана је на суђењу покушавала да докаже да је то њено дело након чега ју је претукла полиција.
Године 1971. добила је универзитетску стипендију као најбољи дипломант Београдског универзитета. По дипломирању је поново добила универзитетску награду, а затим и државну грчку стпендију. Пре одласка у Грчку је са хором Музиколошког института САНУ ишла на гостовање у Аустрију и Енглеску.
У Грчку је стигла у тренутку када су студенти почели протесте за рушење војне хунте. Према сопственим речима, у Грчкој је преживела ноћ напада на Политехнику, 17. новембра 1973. На њу су пуцали, дружила се са тупамаросима, припадницима ИРЕ, Палестинским побуњеницима... У Атини је упознала и свог будућег супруга Божидара Слапшака, археолога и стипендисту из Љубљане. По повратку у Југославију млади пар је живео на релацији Београд—Љубљана. године 1991. трајно су се преселили у Љубљану, где и данас живе. Године 1993. Светлана Слапшак је добила словеначко држављанство. Држављанство је добила уз помоћ француских колега који су се заложили за њу код словеначке владе.

### Последице неслагања са актуелним режимом
Због учешћа у студентским демонстрацијама и објављивања часописа Фронтистерион Светлани Слапшак је 1968. године одузет пасош. У то време била је под сталном присмотром Државне безбедности, а једном приликом, после организовања штрајка четири школе (Ликовна и Драмска академија, Филозофски и Филолошки факултет) сачекали су је пред кућним улазом и сломили јој „боксером” аркаду. Захваљујући државној грчкој стпендији пасош јој је враћен 1973. године, да би јој поново био одузет по повратку из Грчке, 1974. и враћен наредне године, за време конференције КЕБС-а у Београду. Трећи пут пасош јој је одузет 1988. године, пре судског процеса у вези са Институтом за књижевност и уметност, упркос ослобађајућој пресуди. Оптужена је да је, наводно, намеравала да украде новац Института и оде на студије у Париз, а заправо је процес против ње вођен због негативне критике књижевнице Хатиџе Крњевић, сестре тадашњег  председника Председништва Југославије Раифа Диздаревића. Критика се тицала Хатиџине књиге српске и муслиманске народне поезије. 18. јануара је хапси савезна полиција и 16 сати је задржава у полицијској станици на Звездари. Суђење Светлана описује као гротескну сцену где нису имали довољно основа за оптужбу. Дан пред суђење адвокат јој говори да не може више да је брани зато што није исказала поштовање пред српским интелектуалцима након чега Светлана сама пише своју одбрану и ангажује две нове адвокатице. Враћен јој је 1989. Године 1996. избачена је из Удружења књижевника Србије због, како је наведено, негативних критика дела Добрице Ћосића. За разлику од многих својих пријатеља, међу којима су Влада Мијановић, Лазар Стојановић, Данило Удовички, Љиља Мијановић и други, Светлана је успела да избегне затворску казну.

## Научни и професионални рад
Године 1972. Светлана Слапшак почела је да ради у Институту за књижевност и уметност у Београду, где је остала до 1988, када је изгубила службу после интерног самоуправног суђења због дисидентског деловања, организованог у Институту, иако је исте године на суду ослобођена сваке кривице. Од 1986. до 1989. године била је председница Одбора за слободу изражавања Удружења књижевника Србије. Током свог мандата саставила и издала преко педесет петиција. Међу њима су петиције за укидање смртне казне и за ослобађање Адема Демаћија 1983. Иницијатор петиције био је њен дугогодишњи пријатељ и адвокат Срђан Поповић. Петиција је направљена у Љубљани и сакупљено је око 4 000 потписа.
Године 1996. избачена је из овог удружења због, како је наведено, негативних критика дела Добрице Ћосића. Била је чланица Удружења за југословенску демократску иницијативу.
11. новембра 1991.године усред опсаде Вуковара креће са мужем ка Словенији. Са мужем Божидаром преселила се у Љубљану иако јој је молба за држављанство била два пута одбијана. Исте године на Конгресном тргу у Љубљани са неколико жена организује акцију „Ћутање убија, говоримо за мир“ током које је организовано паљење свећа и сакупљање потписа за заустављање свих оружаних сукоба..
После многих напада и клевета у словеначким медијима, 1993. добила је словеначко држављанство. Предавала на многим југословенским, европским и америчким универзитетима. Од 1985. до 1992. године на Филозофском факултету у Љубљани је предавала српску и хрватску књижевност на славистици, а од 1995. до 2012. предмет Балканске жене на социологији културе. Од 1997. била је координатор студијских програма на постдипломском факултету за хуманистику Institutum Studiorum Humanitatis у Љубљани, где је од 2003. до 2013. била и деканка. На факултету за хуманистику често је доводила своје колеге из Париза да држе предавања због чега говори да је тамо увела „француску школу“. За све то време у Љубљани је била на удару критике уз речи да не може неко ко је српкиња да говори о демократији у Словенији. Од 2003. била је редовна професорка за антропологију античких светова, студије рода и балканологију. Пензионисана је 2014. године.
Осим као предавач, Светлана Слапшак је била ангажована и на другим активностима из области социологије и културе. Од 2009. до 2013. била је директорка Српског културног центра „Данило Киш“ у Љубљани (2009–2013), а од 2013. уметничка директорка. Године 2009. била је и директорка Института за балканске и средоземне студије и културу у Љубљани.
Писала је и пише колумне у Књижевној речи, Телексу, Времену, Независном, Ал џазири и другим часописима, као и на порталу Пешчаник. У мариборском Вечеру пише рубрику једном недељно од 2003. Од оснивања 1994. године главна је уредница часописа Про Фемина.
Године 1995. саставила је књигу о дечјим правима на босанско-српско-хрватско-црногорском и словеначком језику. Књига је раздељена свим основним школама и центрима за избеглице у Словенији. Године 2006. преведена је на ромски језик.

## Дела
Светлана Слапшак објавила је преко шездесет књига и зборника, преко четиристо студија из лингвистике, античких студија, компаративне књижевности, балканологије, студија рода, преко хиљаду петсто есеја, неколико романа, две драме, либрето, неколико комада за Карађоз – позориште сенки, које је увела у Словенију, преводе са грчкога, новогрчкога, латинскога, францускога, енглескога и словеначкога. Пише и дечју књижевност. Следи списак најважнијих дела:
- Семантички развој грчке речи оxнуа, њених изведеница, сложеница и превода (као Светлана Којић-Слапшак), 1977
- Неки видови односа према хеленизму у међуратној српској књижевности, 1982
- Леон и Леонина или Прича о истрајности (роман за децу, под псеудонимом Ф. А. Сули), 1984
- Сви Грци назад! : есеји о хеленизму у новијој српској књижевност, 1985
- Вуков Рјечник и преведенице са грчког, 1987
- Тривијална књижевност : зборник текстова, 1987
- Хроноспоре, 1988
- Огледи о безбрижности : српски интелектуалци, национализам и југословенски рат, 1994
- Дечја права (Otrokove pravice), 1995
- Ратни Кандид, 1997
- Za antropologijo antičnih svetov, 2000
- Женске иконе 20. века, 2001
- Женске иконе античког света, 2006
- Мала црна хаљина : есеји о антропологији и феминизму, 2007
- Хроноспоре II : есеји и коментари, 2010
- Mikra theatrika : antropološki pogled na antično in sodobno gledališče, 2011
- Franc Kavčič in antika : pogled iz antropologije antičnih svetov, 2011
- Купусара (Зеље ин сполност : из згодовинске антропологије хране : штудија о култни, ритуални ин културни влоги зеља), 2013
- Античка митургија : жене, 2013
- Летећи пилав : антрополошки есеји о храни, 2014
- Транзициона правда и помирење у постјугословенским земљама: ур.зборника са Наташом Кандић, 2015
- Kuhinja z razgledom: eseji iz antropologije hrane, 2016
- Равнотежа : роман у дванаест поглавља са епилогом, 2016
- Преживети и уживати: о антропологији хране : о антропологији хране : есеји и рецепти, 2016
- Школа за деликатне љубавнике, 2018
- Род и Балкан, са Марином Матешић, 2018
- Мушке иконе античког света, 2018
- Volna in telo: študija iz zgodovinske antropologije, 2019
- Мој мачкољубиви живот, 2021
- Младост, са Александром Хемоном, 2021
- Феминистичке инсценације, 2021
- Осветнице, роман ,2022
- Grožnja in strah: razraščanje sovražnega govora kot orodja oblasti v Sloveniji, 2022

## Награде
- Награда „Милош Црњански“ за књигу есеја, 1990
- Америчка награда ПЕН за слободу изражавања (American PEN Freedom of Expression Award), 1993
- Хелсиншки сат (Helsinki Watch Award), 2000;
- Награда "Хелен" (Helen Award), Монтреал 2001;
- Награда „Мирко Ковач“ за књигу есеја, 2014.
- Награда мира женског одбора словеначког ПЕН-а 2016;
- „Златни сунцокрет“ , Виталова награда за роман „Равнотежа“ 2017.
- Године 2005. је предложена, у групи Хиљаду жена за мир, за Нобелову награду за мир.[8]
- Повеље ЕУ за вођење студије рода[9]